# Јелисавета Дојкић
Јелисавета Дојкић (Крагујевац, 14. април 1896 — Београд, 12. децембар 1958) била је српска болничарка која је лечила рањенике у Првом светском рату, на Крфу и на Солунском фронту. Носилац је Албанске споменице за свој доринос лечењу и спасавању живота рањеника током повлачења српска војске преко Албаније.

## Биографија
Јелисавета је рођена у Крагујевцу 14. априла 1896. године. Била је једино дете  Ленке и Аранђела Васиљевића, који је био управник имања краља Петра, а поседовао је и своју библиотеку, па је Јелисавета одмалена имала прилику да се образује . Док је још била дете, са родитељима се преселила у Тополу, где је завршила основну школу, где се посебно интересовала за краснопис и била одличан ђак.
Након завршетка основне школе Јелисавета је на наговор оца завршила курс прве помоћи, непосредно пре Првог светског рата.
У јеку рата, у јесен 1915. године, Јелисавета се са оцем и стрицом Перишом упутила упутила према Крагујевцу, док су њена мајка Ленка и бака остале у Тополи. Након Крагујевца, ишли су у Краљево, Нови Пазар, прошли Пећ и наставили даље како би свој помагали рањеницима и донели медицински материјал.
На путу после Рожаја, Јелисавета је прво спасила живот једном детету, а након тога превијала ране војника и цивила који су повређени од бомби.
Њен отац Арађел Васиљевић оболео је од тифуса и преминуо у Лијевој Реци у Сеници. Јелисавета је тежила ка томе да испуни жељу свога оца да буде болничарка и помаже људима.
Након лечења и неговања рањеника у Скадру, стигла је у град Свети Јован Медовски, где ју је сачекало хиљаде избеглица и војника којима је била потребна медицинска помоћ. Након тога укрцала се на санитетску лађу које је пловила ка Крфу и представила се као болничарка, а након што је стигла на Крф, јавила се српском превијалишту где су је примили као једину жену болничарку. Одмах по јављању на дужност, сачелао ју је четрдесет рањеника, а сваког часа пристизали су нови рањеници, болесници од дизентерије и пегавца.
Због своје изузетне пожртвованости и помоћи болесницима и рањеницима при повлачењу српске војске преко Албаније, одликована је Албанском споменицом.
Године 1917. оболела је од упале слузокоже дисајних путева. Из Солуна где се тада налазила упућена је америчком Црвеном крсту у Берн, а након тога у Бриндизи и Рим, а онда на Корзику и у Ницу, где је срела Косту Јовановића, српског архитекту и добила информацију да јој је мајка преминула. У Ници је боравила у дому Бранислава Нушића, коме је причала о повлачењу српске војске.
Провела је седам месеци у санаторијуму у Лозани, где се лечила и учила француски језик. Након излечења отпутовала је у Женеву, где је почела да ради у српском Црвеном крсту, у одељењу за преприску са Србијом.
У Женеви је упознала грађевинског технучара Петра Дојкића, за којег се удала и са којим је добила ћерку 11. новембра 1918. године.
Преминула је 12. децембра 1958. године у Београду, у 62. години живота.